# Gabriela Gunčíková
Gabriela Gunčíková (češka izgovorjava:[ˈꞬabrɪɛla ˈɡuntʃiːkovaː]) znana tudi kot Gabriela Gun, češka pevka * 27. junij 1993, Kroměříž, Češka.
Gabriela je bila je podprvakinja druge sezone Česko Slovenská SuperStar ter leta 2011 je na nagradah Český slavík prejela nagrado New Artist. Češko je zastopala na Evroviziji 2016 v Stockholmu s pesmijo »I Stand«.

## Življenje in kariera

### 2011–2015
Leta 2011 je postala finalistka druge sezone češko-slovaške verzije Pop Idol z naslovom Česko Slovenská SuperStar. Končala je kot podprvakinja , zaostala je le za Slovakom Lukášem Adamcem. V sezoni je bila najvišje uvrščena češka tekmovalka. Po koncu sezone je podpisala pogodbo z glasbeno založbo Universal Music Group s katero je pozneje izdala svoj prvi album Dvojí tvář. Gunčíková je nastopala v peti sezoni Slovaške oddaje Dancing with the Stars, Let's  Dance (Ples z zvezdami, pojdi ples). Oddajo so začeli snemati 9. septembra 2011. Bila je v paru s profesionalnim plesalcem Petrom Modrovským, dokler 14. oktobra 2011 nista izpadla in se uvrstila na končno sedmo mesto. Gunčíková je leta 2011 na podelitvi nagrad Český slavík, znanih tudi kot češki grammyji, prejela nagrado New Artist.

### Dancing with the Stars, Let's Dance
Leta 2011 je bila del slovaškega plesnega tekmovanja Dancing with the Stars, Let's Dance, kjer je bila v paru s plesalcem in dvakratnim prvakom Petrom Modrovským.
| Ples / pesem | Pesem                                    | Sodniška ocena | Sodniška ocena | Sodniška ocena | Sodniška ocena | Rezultat              |
| ------------ | ---------------------------------------- | -------------- | -------------- | -------------- | -------------- | --------------------- |
| Ples / pesem | Pesem                                    | Bednárik       | Chlopčík       | Rolins         | Ďurovčík       | Rezultat              |
| Quickstep    | »99 Luftballons«                         | 3              | 3              | 4              | 4              | Varna                 |
| Cha cha cha  | »Forget You«                             | 3              | 3              | 3              | 4              | Varna                 |
| Tango        | »Bust Your Windows«                      | 8              | 9              | 10             | 6              | Varna                 |
| Salsa        | »Acuyuye«                                | 6              | 6              | 7              | 4              | Med dvema najslabšima |
| Slowfox      | »Always Look on the Bright Side of Life« | 8              | 6              | 7              | 5              | Varna                 |
| Samba        | »Dr. Beat«                               | 7              | 4              | 9              | 4              | Izločena              |

### Trans-Siberian Orchestra
Leta 2013 je Gunčíkova začela sodelovati z ameriškim vokalnim trenerjem Kenom Tamplinom. S katerim je izdala svoj drugi studijski album Celkem jiná. Leta 2014 je zaključila Tamplinove tečaje in se nato pridružila kot vokalistka ameriški skupini progresivnega rocka Trans-Siberian Orchestra. Naslednje leto je odšla iz skupine.

### Pesem Evrovizije
Marca 2016 je bila Gunčikova razglašena za češko predstavnico na Pesmi Evrovizije 2016 s pesmijo »I Stand« je nastopila v prvem polfinalu 10. maja 2016 v Stockholmu na Švedskem ter se kot prva češka predstavnica uvrstila v finale. V finalu je nastopila kot druga in končala na 25. mesto s 41 točkami (0 točk telefonskega glasovanja).

## Diskografija

### Studijski albumi
| Naslov      | Podrobnosti                                                                                        |
| ----------- | -------------------------------------------------------------------------------------------------- |
| Dvoji Tvar  | - Objavljeno: 2011 - Format: digitalni prenos, CD - Glasbena založba: Universal Music Group        |
| Celkem Jiná | - Objavljeno: 29. maja 2013 - Format: digitalni prenos, CD - Glasbena založba: Lewron Music Center |

### Pesmi
Dvojí tvář (2011)
1. Lala
2. Zůstanu napořád (Died from a Broken Heart)
3. Volnej pád
4. Bud dál jen můj (I Feel So Bad)
5. Kdybys na mě máv (Slave to Your Love)
6. Dvojí tvář
7. Run to Hills
8. Zábrany (Barricades)
9. Send Me an Angel
10. Proudu vstříc
11. Země vzdálená

Celkem jiná (2013)
1. Celkem jiná
2. Provokatérka
3. Zrozená z moří
4. Černý Anděl
5. Měl by ses mě bát
6. Časy jsou zlé
7. Šílená
8. Nech si ránu poslední
9. Bezmoc
10. Se mnou leť

## Nagrade in nominacije
| Leto | Nagrada      | Kategorija               | Rezultat | Ref    |
| ---- | ------------ | ------------------------ | -------- | ------ |
| 2011 | Český slavík | Najboljši novi izvajalec | Zmagala  | [ 14 ] |